# Neckless
Neckless is een lied van de Nederlandse rapper Saaff. Het werd in 2020 als single uitgebracht.

## Achtergrond
Neckless is geschreven door Quintin Yvelaar en geproduceerd door Quinna. Het is een lied uit het genre nederhop. Het lied gaat over een dansje met dezelfde naam dat Saaff heeft bedacht tijdens een vakantie midden 2020. De rapper nam het dansje op en plaatste het op verschillende sociale media, waarna zowel het dansje als de rapper zelf viraal gingen op onder meer sociale mediakanalen als Instagram en Snapchat. Er werden onder meer filmpjes opgenomen terwijl ze het dansje deden door BN'ers als Jandino Asporaat, Roué Verveer, Qucee en Wendy van Dijk. Om mee te gaan op het succes van de danstrend besloot de rapper om een bijbehorend nummer op te nemen, wat leidde tot het nummer Neckless. Na het uitbrengen van het lied, ging het dansje en nummer ook viraal op TikTok.
Voor het dansje beweegt de danser zijn/haar bovenlichaam en nek, zonder het hoofd te bewegen. Volgens de zanger is de naam gebaseerd op het Engelse woord Necklace, wat kan worden vertaald naar "halsketting", en de letterlijke vertaling Neckless, wat kan worden vertaald als "zonder nek". Er is ook een andere betekenis van het dansje; de dans kan ook worden geïnterpreteerd als de beweging die een vrouw kan maken tijdens het uitvoeren van orale bevrediging.
Kort nadat de rapper zijn eerste versie had uitgebracht, werd er ook een remix op het nummer gemaakt. Op deze remix waren de artiesten Qlas & Blacka, Mula B en Défano Holwijn naast Saaff zelf te horen.

## Hitnoteringen
Het lied was bescheiden succesvol in de Nederlandse hitlijsten. Het piekte op de 36e plaats van de Single Top 100 en stond acht weken in deze hitlijst. De Top 40 werd niet bereikt, maar het kwam tot de twaalfde plaats van de Tipparade.